# Fortitudo Pallacanestro Bologna 2005-2006
Questa voce raccoglie le informazioni riguardanti la Fortitudo Pallacanestro Bologna nelle competizioni ufficiali della stagione 2005-2006.

## Stagione
La stagione 2005-2006 della Fortitudo Pallacanestro Bologna sponsorizzata Climamio, è la 32ª nel massimo campionato italiano di pallacanestro, la Serie A.

## Roster
Aggiornato al 16 dicembre 2021.
| Climamio Fortitudo Bologna 2005-2006 | Climamio Fortitudo Bologna 2005-2006 |
| Giocatori                            | Staff tecnico                        |
| ------------------------------------ | ------------------------------------ |

| N. | Naz.                                       | Ruolo | Nome                   | Anno | Alt.   | Peso   |  |
| -- | ------------------------------------------ | ----- | ---------------------- | ---- | ------ | ------ |  |
| 4  | Italia (bandiera)                          | PG    | Rodolfo Rombaldoni     | 1976 | 193 cm | 94 kg  |  |
| 5  | Stati Uniti (bandiera) · Italia (bandiera) | P     | Tony Binetti           | 1983 | 183 cm | 80 kg  |  |
| 6  | Italia (bandiera)                          | A     | Stefano Mancinelli (C) | 1983 | 203 cm | 98 kg  |  |
| 7  | Slovenia (bandiera)                        | G     | Sani Bečirovič         | 1981 | 193 cm | 90 kg  |  |
| 8  | Italia (bandiera)                          | G     | Marco Belinelli        | 1986 | 195 cm | 85 kg  |  |
| 9  | Italia (bandiera)                          | P     | Robert Fultz           | 1982 | 192 cm | 88 kg  |  |
| 9  | Francia (bandiera)                         | AP    | Yakhouba Diawara       | 1982 | 201 cm | 100 kg |  |
| 10 | Stati Uniti (bandiera)                     | P     | Kiwane Garris          | 1974 | 189 cm | 94 kg  |  |
| 11 | Croazia (bandiera) · Germania (bandiera)   | C     | Dalibor Bagarić        | 1980 | 216 cm | 126 kg |  |
| 12 | Stati Uniti (bandiera)                     | GA    | Nate Green             | 1977 | 196 cm | 85 kg  |  |
| 13 | Stati Uniti (bandiera)                     | C     | Travis Watson          | 1981 | 203 cm | 115 kg |  |
| 14 | Italia (bandiera)                          | AG    | Tomas Ress             | 1980 | 210 cm | 102 kg |  |
| 15 | Slovenia (bandiera)                        | AC    | Erazem Lorbek          | 1984 | 208 cm | 110 kg |  |
| 16 | Italia (bandiera)                          | P     | Alessandro Piazza      | 1987 | 175 cm | 70 kg  |  |
| 17 | Italia (bandiera)                          | AC    | Davide Bruttini        | 1987 | 203 cm | 102 kg |  |
| 18 | Italia (bandiera)                          | P     | Fabio Lovatti          | 1989 | 190 cm | 75 kg  |  |
| 18 | Italia (bandiera)                          | AG    | Marco Diviach          | 1988 | 201 cm | 95 kg  |  |
| 20 | Grecia (bandiera)                          | AG    | Nestoras Kommatos      | 1977 | 203 cm | 110 kg |  |
| -  | Italia (bandiera)                          | PG    | Fabio Bastoni          | 1988 | 186 cm |        |  |
| -  | Italia (bandiera)                          | AG    | Alberto Chiumenti      | 1987 | 204 cm | 98 kg  |  |

| Allenatore                                                                                   |
| - Jasmin Repeša                                                                              |
| Assistente/i                                                                                 |
| - Roberto Breveglieri - Filippo Palumbi Legenda - (C) Capitano - (IN) Inattivo - Infortunato |

## Mercato

### Sessione estiva
| Acquisti | Acquisti           | Acquisti          | Acquisti      | Acquisti |
| R.       | Nome               | da                | Modalità      |          |
| -------- | ------------------ | ----------------- | ------------- | -------- |
| G        | Sani Bečirovič     | Pall. Varese      | definitivo    |          |
| P        | Kiwane Garris      | Pall. Reggiana    | definitivo    |          |
| GA       | Nate Green         | Scandone Avellino | definitivo    |          |
| AG       | Nestoras Kommatos  | Maccabi Tel Aviv  | definitivo    |          |
| C        | Travis Watson      | Paniōnios         | definitivo    |          |
| P        | Gennaro Sorrentino | Basket Cecina     | fine prestito |          |
| AC       | Davide Bruttini    | Virtus Siena      | definitivo    |          |
| AG       | Tomas Ress         | V.L. Pesaro       | definitivo    |          |
| P        | Fabio Lovatti      | V.L. Pesaro       | definitivo    |          |
| AG       | Marco Diviach      | Pall. Trieste     | definitivo    |          |
| P        | Robert Fultz       | Basket Livorno    | fine prestito |          |

| Cessioni | Cessioni         | Cessioni      | Cessioni       | Cessioni |
| R.       | Nome             | a             | Modalità       |          |
| -------- | ---------------- | ------------- | -------------- | -------- |
| G        | Gianluca Basile  | Barcellona    | fine contratto |          |
| P        | Miloš Vujanić    | Barcellona    | fine contratto |          |
| AG       | Simone Cotani    | Pall. Biella  | fine contratto |          |
| AG       | Matjaž Smodiš    | CSKA Mosca    | fine contratto |          |
| G        | Rubén Douglas    | Dinamo Mosca  | fine contratto |          |
| AG       | Martin Rančík    | Olympiakos    | fine contratto |          |
| GA       | Riccardo Cortese | Basket Cecina | prestito       |          |

### Dopo l'inizio della stagione
| Acquisti | Acquisti         | Acquisti    | Acquisti    | Acquisti   |
| R.       | Nome             | da          | Data        | Modalità   |
| -------- | ---------------- | ----------- | ----------- | ---------- |
| AP       | Yakhouba Diawara | Digione     | marzo 2006  | definitivo |
| P        | Tony Binetti     | PSU Falcons | maggio 2006 | definitivo |

| Cessioni | Cessioni          | Cessioni      | Cessioni      | Cessioni    |
| R.       | Nome              | a             | Data          | Modalità    |
| -------- | ----------------- | ------------- | ------------- | ----------- |
| P        | Robert Fultz      | Teramo Basket | novembre 2005 | prestito    |
| AG       | Nestoras Kommatos | Siviglia      | dicembre 2005 | rescissione |